# Eccard András
Eccard András (? – 1705) evangélikus tanító.

## Élete
Eccard Ábrahám fia. 1672. július 25-étől wittenbergi tanuló volt; hazájába visszatérte után Késmárkon iskolatanító (rector) lett. 1674-ben atyjával együtt Sziléziába kivándorolt, de az ország lecsendesültével 1682-ben Késmárkon ismét elfoglalta rektori hivatalát.

## Munkái
- Ungarica publice explicabunt Conradus Samuel et… die 26. Oct. 1672. Vittenbergae, 1685. (S. Schurzfleischi Disputationes Historicae civiles. Lipsiae, 1698–99: XII.)
- Celeusma Votivum, in Sacrum Hymenaeum Plur. Rev… Dn. Sam Schröter… relictae Filiae; Nunc Generosi… Viri Dn. Jakobi Günthers, delictae Privignae Sponsae; XVI. Cal. Aug…. 1668. Cassoviae.
- Anser Martinalis Generoso… Dno Martino Madarász… Civitatis Cassoviensis Judici… Ipsis Martinalibus… 1669 submisse oblatus… Leutschoviae.